# Lee Ho-youn
Lee Ho-youn, född den 3 maj 1971, är en sydkoreansk handbollsspelare.
Hon tog OS-guld i damernas turnering i samband med de olympiska handbollstävlingarna 1992 i Barcelona.